# Viện Hàn lâm Anh Quốc
Viện Hàn lâm Anh Quốc (tiếng Anhː The British Academy) là viện hàn lâm quốc gia về khoa học xã hội và nhân văn của nước Anh. Viện được thành lập năm 1902 và nhận được Hiến chương Hoàng gia cùng năm. Ngày nay viện là nơi tập hơn hơn 1.000 học giả hàng đầu thuộc tất cả các lĩnh vực trong ngành khoa học xã hội và nhân văn và là cơ quan tài trợ cho các dự án nghiên cứu trên khắp Vương quốc Anh. Viện Hàn lâm này là một tổ chức thiện nguyện tự quản và được đăng ký độc lập, có trụ sở tại số 10–11 Carlton House Terrace ở Luân Đôn.
Viện Hàn lâm Anh Quốc được Bộ Kinh doanh, Đổi mới và Kỹ năng (BIS) tài trợ hàng năm. Trong tài khóa 2014-2015, tổng nguồn thu của Viện Hàn lâm Anh Quốc là 33.100.000 bảng Anh, trong đó 27.000.000 bảng Anh từ BIS. 32,9 triệu bảng đã được giải ngân trong năm cho các khoản tài trợ nghiên cứu, giải thưởng và các hoạt động từ thiện.

## Mục đích

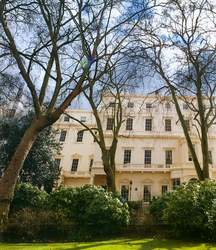
Trụ sở Viện Hàn lâm Anh Quốc ở Carlton House Terrace

Viện tuyên bố rằng nó có năm mục đích cơ bản:
- Cất lên tiếng nói cho khoa học xã hội và nhân văn
- Đầu tư vào các nhà nghiên cứu và các nghiên cứu xuất sắc nhất
- Cung cấp thông tin và làm phong phú thêm cuộc tranh luận xung quanh những câu hỏi lớn nhất của xã hội
- Đảm bảo sự chia sẻ và hợp tác quốc tế bền vững
- Khai thác tối đa tài sản của Viện để bảo đảm tương lai của Viện.[4]

## Lịch sử

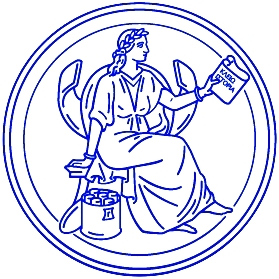
Con dấu hoàng gia của Viện Hàn lâm Anh Quốc có hình nàng thơ Hy Lạp Clio. Nàng được vẽ lại bởi nhà thiết kế kiêm họa sĩ minh họa Debbie Cook vào năm 2008.

Việc thành lập một "Viện Hàn lâm Anh Quốc nhằm thúc đẩy Nghiên cứu Lịch sử, Triết học và Ngữ văn" lần đầu tiên được đề xuất vào năm 1899 để Anh có thể góp mặt tại các cuộc họp của các viện hàn lâm châu Âu và Mỹ. Tổ chức này được gọi đơn giản là "Viện Hàn lâm Anh Quốc" và được thành lập như một hiệp hội chưa hợp nhất vào ngày 17 tháng 12 năm 1901, và nhận được Hiến chương Hoàng gia từ Vua Edward VII vào ngày 8 tháng 8 năm 1902.
Kể từ đó, nhiều học giả xuất sắc nhất của Anh về khoa học xã hội và nhân văn đã tham gia vào Viện Hàn lâm, bao gồm John Maynard Keynes, Isaiah Berlin, C. S. Lewis và Henry Moore.
Cho đến năm 1927–28 Viện vẫn chưa có trụ sở. Khi đó, Viện chuyển đến một số phòng làm việc ở số 6 Burlington Gardens. Năm 1968, Viện chuyển tới Burlington House cách chỗ cũ không xa. Nó tiếp tục chuyển trụ sở đến gần Regent's Park. Đến năm 1998, Viện di dời tới trụ sở hiện nay ở Carlton House Terrace. Nhìn ra công viên St James, khu nhà Carlton được thiết kế bởi John Nash và được xây dựng vào những năm 1820 và 1830. Địa chỉ số 10 trước đây là dinh thự ở London của gia đình Ridley và số 11 là nhà của Thủ tướng William Gladstone từ năm 1856 đến năm 1875.
Tháng 3 năm 2010, Viện đã khởi xướng một dự án trị giá 2,75 triệu bảng Anh để cải tạo và khôi phục các phòng công cộng ở số 11, sau khi người thuê trước đây là Hiệp hội Báo chí Nước ngoài rời đi, và liên kết hai tòa nhà với nhau. Công trình được hoàn thành vào tháng 1 năm 2011 và các không gian mới bao gồm Thính phòng Wolfson 150 chỗ ngồi mới đã sẵn sàng cho công chúng thuê. Ngoài làm văn phòng cho nhân viên của Viện, trụ sở số 10 - 11 Carlton House Terrace còn được sử dụng cho các hội nghị và sự kiện hàn lâm trong khi một phần của tòa nhà được cho tư nhân thuê để làm sự kiện.
Lịch sử, các vấn đề và thành tựu của Viện đã được ghi lại trong các tác phẩm của hai trong số các thư ký của Viện. Tập sách 37 trang của Sir Frederic Kenyon bao gồm các năm cho đến năm 1951; còn tập của Sir Mortimer Wheeler bao gồm các năm 1949 đến 1968.

## Các Chủ tịch của Viện
- The Lord Reay 1902–1907
- Sir Edward Maunde Thompson 1907–1909
- Samuel Henry Butcher 1909–1910
- Sir Adolphus Ward 1911–1913
- The Viscount Bryce 1913–1917
- Sir Frederic Kenyon 1917–1921
- The Earl of Balfour 1921–1928
- H. A. L. Fisher 1928–1932
- John William Mackail 1932–1936
- Sir David Ross 1936–1940
- Sir J. H. Clapham 1940–1946
- Sir Idris Bell 1946–1950
- Sir Charles Kingsley Webster 1950–1954
- Sir George Norman Clark 1954–1958
- Sir Maurice Bowra 1958–1962
- The Lord Robbins 1962–1967
- Sir Kenneth Clinton Wheare 1967–1971
- Sir Denys Lionel Page 1971–1974
- Sir Isaiah Berlin 1974–1978
- Sir Kenneth Dover 1978–1981
- Owen Chadwick 1981–1985
- Sir Randolph Quirk 1985–1989
- Sir Anthony Kenny 1989–1993
- Sir Keith Thomas 1993–1997
- Sir Tony Wrigley 1997–2001
- The Viscount Runciman of Doxford 2001–2004
- The Baroness O'Neill of Bengarve 2005–2009
- Sir Adam Roberts 2009–2013
- The Lord Stern of Brentford 2013–2017
- Sir David Cannadine 2017–2021
- Julia Black 2021–2025

## Các Thư ký của Viện
- Sir Israel Gollancz (1902–1930)
- Sir Frederic G. Kenyon (1930–1949)
- Sir Mortimer Wheeler (1949–1968)
- Derek Allen (1969–1973)
- N. J. Williams (1973–1977)
- J. P. Carswell (1978–1983)
- P. W. H. Brown (1983–2006)
- Robin Jackson (2006–2015)
- Alun Evans (2015–2019)[11]
- Hetan Shah (2020-)